# Lionel Kieseritzky
Lionel Kieseritzky (ur. 1 stycznia 1806 w Dorpacie, zm. 19 maja 1853 w Paryżu) – dziewiętnastowieczny szachista, sławny głównie dzięki rozegranej z Adolfem Anderssenem partii, która przeszła do historii szachów jako „nieśmiertelna”.

## Życiorys
Lionel Kieseritzky pochodził z rodziny Niemców bałtyckich. Studiował na uniwersytecie w rodzinnym Dorpacie (Inflanty) prawo i filologię. Pracował jako nauczyciel matematyki, wolny czas poświęcając szachom. 
W 1839 roku przeprowadził się do Paryża, gdzie szybko trafił do słynnej szachowej kawiarni Café de la Régence. Zarabiał na życie grając na pieniądze, udzielał również lekcji gry w szachy. Po śmierci La Bourdonnais'a uważany był za najsilniejszego paryskiego szachistę. W 1846 wydał książkę Cinquante partie (Pięćdziesiąt partii) - zbiór swoich partii z Café de la Régence. W tym samym roku w Londynie wygrał mecz z Bernhardem Horwitzem (+7 -4 =1) i serię partii na ślepo z Danielem Harrwitzem (+11 -5 =2). Dążył do rozegrania meczu z najsilniejszym wówczas angielskim szachistą Howardem Stauntonem, lecz do meczu z przyczyn finansowych nie doszło. W 1851 grał w pierwszym międzynarodowym turnieju w Londynie. W pierwszej rundzie został wyeliminowany przez Adolfa Anderssena, zwycięzcę turnieju. Właśnie w kuluarach tego turnieju rozegrano towarzyską partię, która stała się tak sławna i zyskała miano nieśmiertelnej.
W latach 1849–1851 Kieseritzky wydawał własne pismo szachowe La Régence, jednak nie odniósł sukcesu finansowego. Umarł w skrajnej nędzy wkrótce po bankructwie swojego wydawnictwa. Współcześni mu szachiści bardzo wysoko cenili jego kunszt szachowy, brak wielkich sukcesów na miarę jego talentu składając na karb słabej psychiki. 
Sylwetkę szachisty przybliża książka Tomasza Lissowskiego i Bartłomieja Maciei Zagadka Kieseritzkiego wydana w 1996.